# Balança de torção

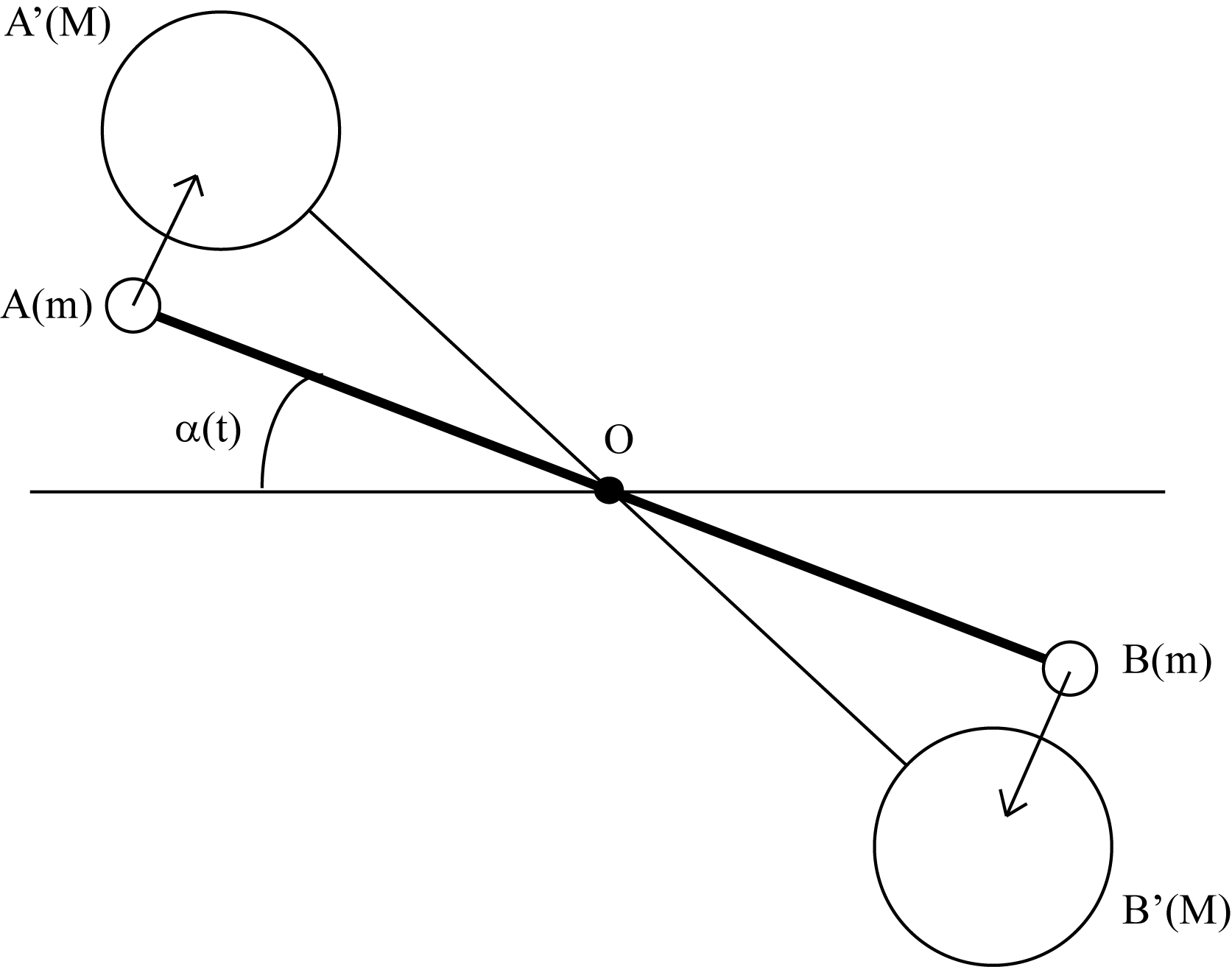
Esquema de uma balança de torção.

Esquema de uma balança de torção.

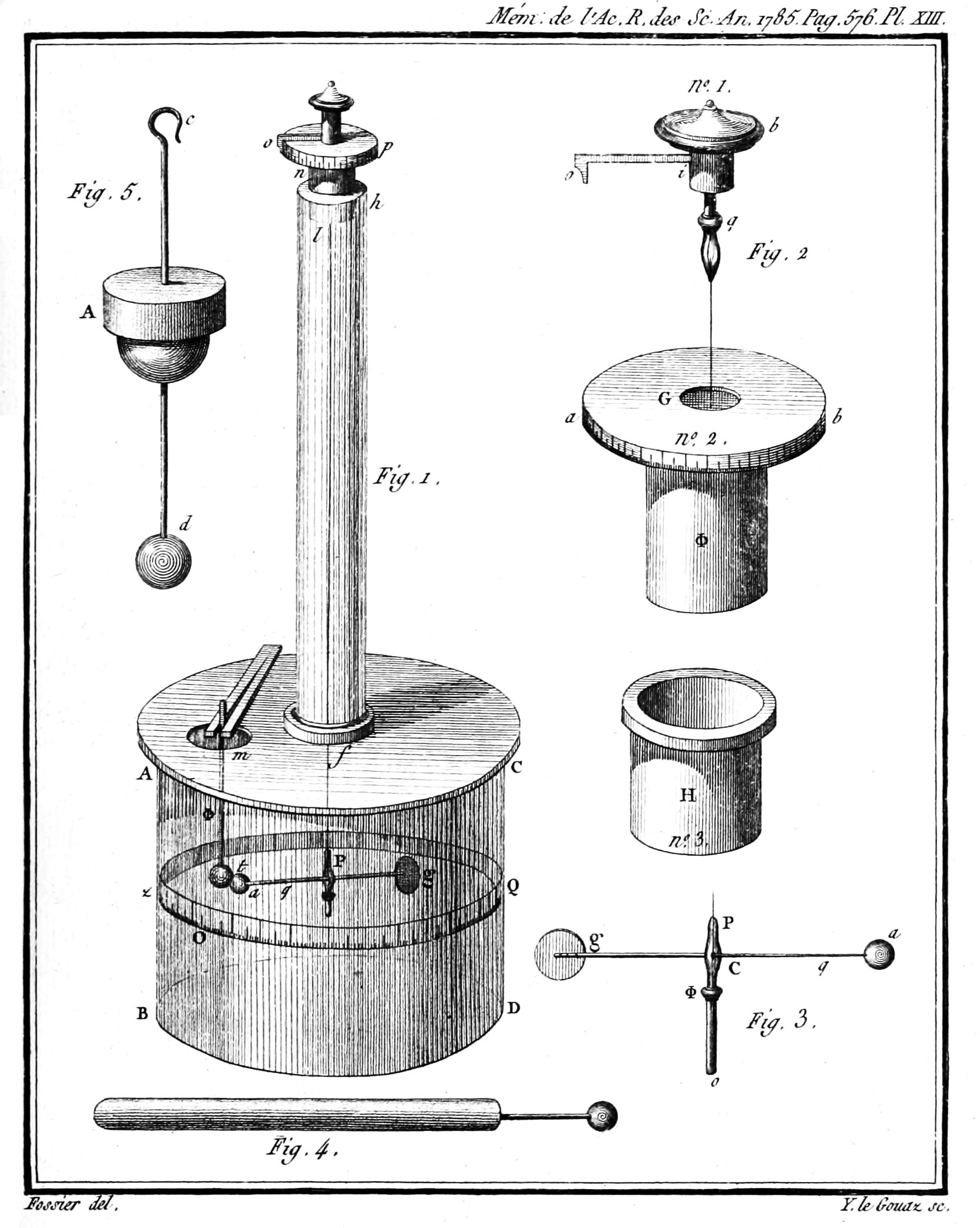
Balança de torção desenvolvida por Coulomb, conforme apresentada nos "Mémoires de l'Académie des Sciences" de 1784

A balança de torção, inventada por John Michell, esteve presente em muitos dos maiores progressos da física, é um aparelho capaz de medir torques muito fracos. Permitiu a Cavendish e a Coulomb, por volta do século XVIII, medir a força exercida entre cargas elétricas, magnetismo e a gravitação.
Essa balança de torção possui duas barras horizontais. A primeira, fixa, sustenta nas suas extremidades duas grandes esferas metálicas, enquanto a outra, com duas pequenas esferas em cada ponta, é rotacionado sob efeito da força estudada. Conhecer o ângulo entre as duas barras permite medir a intensidade da força estudada.
Graças ao experimento de Cavendish, usando uma balança como essa, foi possível medir a densidade da Terra.